# Fragata Chile
La fragata Chile fue la primera nave de guerra construida especialmente con ese propósito para la Armada de Chile en el contexto de la Guerra contra la Confederación Perú-Boliviana.

## Historia

### Encargo y construcción
El gobierno chileno encargó a Francisco Javier Rosales viajar a Europa con el objetivo de mandar a construir un buque para Chile, específicamente, una fragata de 40 cañones. En Inglaterra se reunió con el canciller lord Palmerson, quien autorizó la construcción siempre y cuando se cumplieran ciertas condiciones como, por ejemplo, que fuese un contrato privado. Pese a esta autorización, y para comparar presupuestos, Rosales decidió viajar por cuenta propia a Francia. Allí, el astillero Courrant decidió asumir la tarea. Las razones que justificaron la elección de Francia sobre Inglaterra fueron «las mejores maderas, constructores hábiles, una diferencia en el precio de $36.000, pues me pidieron sin rebaja $42.000 en Inglaterra».
La construcción del buque de guerra se inició en Burdeos en 1839, sin supervisión ni especificaciones chilenas, Courrant utilizó maderas inapropiadas y construcciones defectuosas que causaron su pronto cese de servicios.: 187  Por la suma de $250.000, se construyó una nave que tenía 46 cañones de 24 libras y 1109 toneladas.

### Años de servicio
La fragata llegó a Valparaíso en mayo de 1840 y quedó bajo el mando de Roberto Simpson, quien la dirigió en un viaje de ida y regreso al Callao. Tras su regreso, debió ser desarmada por razones económicas.: 187  En 1841 volvió a armarse para el servicio y fue enviada a Guayaquil bajo las órdenes del capitán Santiago Bynon.: 187  Durante la Guerra entre Perú y Bolivia (1841-1842), fue enviada a aguas peruanas para imponer «el respeto debido a la justicia de las reclamaciones» de Perú y Bolivia. La vaguedad de las instrucciones reflejaban el temor de una vuelta de Andrés de Santa Cruz y la Confederación, como había ocurrido tras la Guerra entre Salaverry y Santa Cruz. Finalmente, Santa Cruz fue hecho prisionero, entregado a la fragata Chile y enviado en ella a Chile, desde donde partió a su exilio en Europa con la promesa de no volver en por lo menos 6 años.: 67–68 
Desde 1843 fue sede de la Escuela de Náutica del capitán de corbeta Domingo Salamanca. En marzo de 1844, bajo el mando de Pedro Díaz Valdez, detuvo al mercante Chile de la PSNC y sacó de entre sus pasajeros a Andrés de Santa Cruz, quien fue internado finalmente en Chillán.: 189  En 1845 la Marina tuvo que declararla «apta solo para navegar en mares bonancibles» y en ningún caso apta para combatir. En 1847, tras recibirse la noticia de una posible intervención española en Ecuador, fue reparada, pero varó en Pichidangui; pudo ser reflotada aunque en pésimas condiciones y con el 50 % de la tripulación necesaria. Finalmente no entró en acción y continuó en su función de buque escuela.: 191–192 

### Últimos años
Durante la fiebre del oro en California en 1849, se pensó enviarla al norte para marinerar los buques chilenos abandonados frente a San Francisco y repatriar a los ciudadanos chilenos sin medios. Sin embargo, el estado de la nave era tan desastroso que fue imposible el plan. El gobierno ordenó realizar el mantenimiento y las reparaciones necesarias y por ello la nave pudo estar en servicio durante la revolución de 1851. En esta fragata funcionó la Escuela Náutica hasta 1858. Durante la Guerra hispano-sudamericana fue barrenada para evitar su captura por la expedición española.